# 조르당 아유
조르당 피에르 아유(프랑스어: Jordan Pierre Ayew, 1991년 9월 11일 ~ )는 프랑스 출신의 가나인 축구 선수로, 현재 프리미어리그의 레스터 시티에서 뛰고 있다. 포지션은 공격수이다.

## 경력
아유는 2006년에 올랭피크 드 마르세유의 유소년 팀으로 이적하였다. 그는 2009년에 3년짜리 프로계약을 체결하였다. 아예우는 2009년 12월 16일, FC 로리앙과의 경기에서 1군 데뷔전을 가졌고, 이 경기에서 그는 동점골을 득점하였다. 마르세유는 이 경기를 2-1로 승리하였다. 조던은 2011년 4월 27일, OGC 니스와의 홈경기에서 득점하였는데, 같은 경기에서 그의 작은형 앙드레 아유는 해트트릭을 달성하였다. 2011년 11월 1일, 조르당 본인과 앙드레는 모두 프리미어리그의 아스널 FC를 상대로 한 UEFA 챔피언스리그에서 동반 선발로 출장하였다. 2014년 6월 10일에 가나 축구 국가대표로 나선 그는 대한민국과의 국가대표 평가전에서 해트트릭을 기록하기도 하였다.

## 사생활
아유는 아베디 펠레와 마하 아유 사이에서 난 셋째 아들로, 크와메 아유와 솔라 아예우의 조카이다. 또한 이브라힘 아유와 앙드레 아유는 그의 형들이며, 이마니 아유는 그의 자매이다. 그가 속한 가문의 남성들은 현역 축구 선수 또는 은퇴한 축구 선수들이다.

## 같이 보기
- A매치 100경기 이상 출전한 축구 선수 명단